# Waarom ik geen christen ben

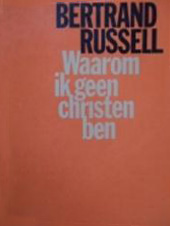
Omslag Waarom ik geen Christen ben

Waarom ik geen christen ben (Engels: Why I am not a Christian) is een essay van de Engelse filosoof Bertrand Russell waarin hij uitlegt waarom hij het christendom, of eigenlijk religie in het algemeen, niet aanhangt. Russell neemt in zijn betoog een agnostisch standpunt in. In sommige landen, zoals onder andere Zuid-Afrika werd de publicatie van dit essay verboden.

## Bespreking
Het opstel was oorspronkelijk een lezing die Russell op 6 maart 1927 in Battersea gaf voor de National Secular Society. In het eerste stuk van "Waarom ik geen christen ben" neemt Russell een aantal godsbewijzen onder de loep, waaronder de argumenten van de eerste beweger, de moraal en het teleologisch godsbewijs. Zijn conclusie is dat zij geen van alle houdbaar zijn. In het tweede stuk richt Russell zich op de morele kanten van religie en wijst met argumenten op onder andere de zwakke punten in de ethische leerstellingen van Jezus. Russell concludeert dat religie voornamelijk voortkomt uit angst, en dat zij in de geschiedenis een grote hindernis vormde voor morele en technische vooruitgang.
Het essay is bekend geworden door opname in de bundel Why I am not a Christian: and other essays on religion and related subjects (Waarom ik geen Christen ben: en andere opstellen over godsdienst en verwante zaken), opstellen en toespraken over Russells visie op verschillende onderwerpen in religie en ethiek.

## Verwante werken
- Warum ich kein Christ bin. Bericht und Argumentation (2013), een boek van de Duitse mediëvist Kurt Flasch.
- Why I Am Not a Hindu (1996), een boek van Kancha Ilaiah, een activist die zich verzette tegen het Indiase kastenstelsel.
- Why I Am Not a Muslim (1995) is een boek van de Pakistaans-Amerikaanse schrijver en voormalige moslim Ibn Warraq. De auteur vermeldt Why I Am Not a Christian aan het einde van het eerste hoofdstuk, waarin staat dat veel van de argumenten die Russell in zijn essay aanvoerde ook gelden voor de islam.
- Why I Am Still a Christian (1987) is een boek van de katholieke theoloog Hans Küng.